# Корабен док
Вижте пояснителната страница за други значения на док.
Корабен док или само док (от на нидерландски: dok) е инженерно съоръжение за строеж, ремонт и съхраняване на кораби и други плавателни съдове, в което се правят повечето от необходимите дейности по подводните части на корпуса

## Описание
Докът може да бъде плаващ, наливен или сух. Строи се от метал, железобетон или (в началото на корабостроенето) дърво и е предназначен за строеж, ремонт, транспортиране или товаро-разтоварни дейности на съдове и морски (речни) съоръжения.
В доковете се влиза през специални врати – шлюзове, които осигуряват постоянно ниво на водата, независимо от нивото на водния басейн, приливите и отливите; или цялостното премахване на водата (сух док).

## Видове докови съоръжения
- мол – най-старият вид док, представляващ дълга стена успоредна на брега, която защитава брега и кораба и служи като платформа за товарене и разтоварване.
- кей – правоъгълна платформа, надлъжно на брега на водния басейн и съединена чрез пътека (проход) с брега.
- пристан – събирателен термин за специално оборудвано място на брега за обслужване на пътници и товари. Принципно не се различава от причала, но е характерен за речния флот във вътрешните водни пътища.
- причал – специално оборудвано място на брега за швартовка на съдове или лодки с цел товарни, пътнически, ремонтни и прочее операции, а също за обезопасен от лошото време престой.
- пирс – проста платформа над водата, държана от колове. Пирсът обикновено се прави от железобетон, макар понякога да се използват дърво или метал.
- плаващ док – издига се и се спуска заедно с нивото на морето. За да се достигне от него на брега, се минава по естакада, единият край на която подвижно е укрепен на брега, а другият свободно лежи на понтон.
- сух док – в сухия док водата се източва изцяло, което позволява технически оглед, ремонт и пребоядисване на подводните части на плавателния съд.